# Суринам (река)
Сурина́м (в верхнем течении — Гран-Рио) — одна из главных рек государства Суринам. Её исток располагается на Гвианском нагорье рядом с горами Вильгельмина. Длина реки составляет 480 км.
На реке имеются несколько порогов и плотин, крупнейшая из которых называется Афобакадам. Водохранилище Брокопондо разделяет реку на две части. Верхняя часть почти полностью находится в округе Сипаливини, а в нижнем течение река проходит по территории округов Брокопондо, Пара, Коммевейне, Ваника и Парамарибо.
Суринам протекает через города Покигрон, Брокопондо, Берг-эн-Дал, Йоденсаванна, затем добирается до столицы Парамарибо, около города Ньив-Амстердам сливается с рекой Коммевейне и после этого сразу впадает в Атлантический океан.

## История
В начале мая 2006 года произошло серьезное наводнение на реке Суринам, возле города Покигрон.

## Навигация
С точки зрения импорта и экспорта река Суринам — самая важная в стране. По ней отплывают из Суринама суда, гружёные бокситами, оксидом алюминия и алюминием. Все необходимые для Суринама товары также ввозятся через реку Суринам и разгружаются в порту Парамарибо (к югу от центра города) или в городах Смалкалден и Паранам, которые расположены в 30 км от столицы и являются существенными центрами алюминиевого производства. Во времена Второй мировой войны грузовое судно немецкой компании Hapag-Lloyd водоизмещением 6 тыс. тонн было сломано прямо в Парамарибо во избежание попадания в руки союзным силам. Остов судна так и не был убран, и его до сих пор можно видеть посреди реки (расположен по координатам: 5°49′05″ с. ш. 55°09′32″ з. д.).

## Мосты
В 2000 году президент Суринама Жюль Альберт Вейденбос открыл в Парамарибо мост своего имени, который открыл доступ к восточной части страны. В 50 км к югу от Парамарибо реку также пересекает деревянный мост.

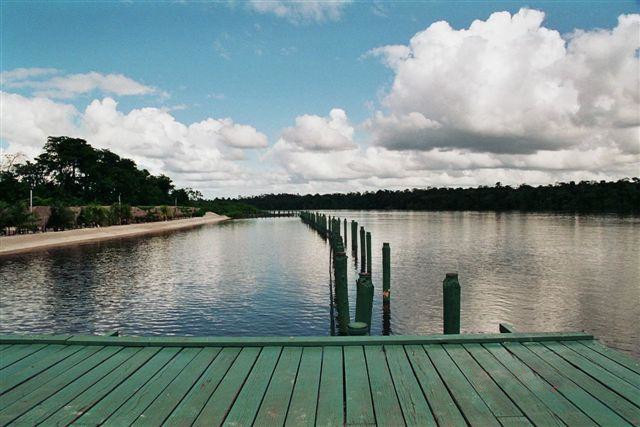
Вид вниз по течению от Белого пляжа.

## Развлечения
Около Домбюрга вдоль реки был создан искусственный пляж из белого песка. Прилегающие полосы воды были огорожены сетками, что позволяет спокойно купаться в реке, в которой живут пираньи. Сопутствующие развлекательные программы делают Белый пляж весьма популярным для воскресного отдыха.